# Хилл, Джордж-Френсис
Джордж-Френсис Хилл (англ. George Francis Hill, 22 декабря 1867, Берхампур — 18 октября 1948, Лондон) — британский нумизмат и эпиграфист.

## Биография
Родился в Британской Индии, был младшим из пяти детей в семье миссионера Сэмюэла Джона Хилла. Приехал в Англию в возрасте четырёх лет. Учился в школе для детей миссионеров в Блэкхите, затем в Университетском колледже Лондона.
С 1893 года работал в Департаменте монет и медалей Британского музея, в 1912—1930 годах — хранитель Департамента монет и медалей, в 1931—1936 годах — директор музея.
В 1915 году награждён медалью Королевского нумизматического общества, в 1923 году — медалью Хантингтона Американского нумизматического общества, в 1929 году — кавалер Ордена Бани, в 1933 году — рыцарь-командор Ордена Бани.

## Избранная библиография
- Catalogue of Greek coins in the British Museum. — T. 19, 21, 24, 26, 27, 28. — London, 1897—1922;
- A Handbook of Greek and Roman coins — London, 1899 (Reprint — Chicago, 1964);
- Coins of ancient Sicily. — London, 1903;
- Pisanello. — London, 1905;
- Historical Greek coins. — London, New York, 1906;
- Historical Roman coins from the earliest times to the reign of Augustus. — London, 1909;
- Portrait medals of Italien artists of the Renaissance. — London, 1912;
- Development of Arabic numerals in Europe. — London, 1915;
- Medals of the Renaissance. — Oxford, 1925;
- Becker the counterfeiter. — London, 1924/25 (Reprint — London, 1955);
- A corpus of Italien medals of the Renaissance before Chellini. — London, 1930.